# Bosphore oriental
Pour les articles homonymes, voir Bosphore (homonymie).
Le Bosphore oriental (en russe : Босфор Восточный, Bosfor Vostotchny) est un détroit de Russie, dans le kraï du Primorie, qui sépare la péninsule Mouraviov-Amourski de l'île Rousski, dans le golfe de Pierre-le-Grand. Il relie la baie de l'Amour à l'ouest à la baie de l'Oussouri à l'est.
Le détroit est long de 9 km et sa largeur minimale est de 800 m. En 2012 a été mis en service un pont à haubans long de 3 100 m qui franchit le détroit et relie l'île Rousski à la ville de Vladivostok, sur le continent. Ce pont représente la plus longue portée haubanée au monde.

## Galerie
|  |  |